# La chioma di Berenice
La chioma di Berenice è un romanzo di Denis Guedj ambientato nell'Antico Egitto nel III secolo a.C., pubblicato nel 2003, tratto dalla Chioma di Berenice di Callimaco.
Il titolo allude alla leggenda secondo la quale Berenice, moglie di Tolomeo Evergete, avrebbe offerto la sua chioma alla dea Iside in cambio della vita di suo marito. La chioma, sparita dal tempio di Iside, ricompare nel cielo sotto forma di costellazione, per l'appunto la Chioma di Berenice.

## Personaggi
- Eratostene di Cirene, astronomo, matematico e geografo
- Teofrasto Excelsior, personaggio inventato da non confondersi con l'omonimo Teofrasto, naturalista e filosofo greco antico
- Tolomeo III Evergete, sovrano dell'Egitto tolemaico
- Berenice II, moglie di Tolomeo III
- Tolomeo IV Filopatore, figlio di Tolomeo III e Berenice II
- Arsinoe III, figlia di Tolomeo III e Berenice II

## Trama
L'azione si sviluppa nella Alessandria d'Egitto dell'epoca tolemaica, a cavallo tra il regno di Tolomeo III Evergete e quello di Tolomeo IV Filopatore. Il matematico greco Eratostene, direttore della Biblioteca di Alessandria, è incaricato da Evergete di misurare la circonferenza della Terra. La misura dovrà essere effettuata lungo il meridiano di Alessandria, che risalendo la valle del Nilo raggiunge Syene (l'attuale Assuan). Ma mentre gli uomini di scienza si impegnano per il progresso del sapere, gli uomini di potere tramano.

## Edizioni
- Denis Guedj, La chioma di Berenice, traduzione di Fiodor B. Ardizzola, Isabella C. Blum e Francesca Ioele, collana La Gaja scienza, Longanesi, 17 ottobre 2003,  p. 382, ISBN 9788830420946.
- Denis Guedj, La chioma di Berenice, traduzione di Fiodor B. Ardizzola, Isabella C. Blum e Francesca Ioele, Teadue, TEA, 12 luglio 2005,  p. 382, ISBN 9788850208081.
- Denis Guedj, La chioma di Berenice, traduzione di Fiodor B. Ardizzola, Isabella C. Blum e Francesca Ioele, Tea Trenta, TEA, 2 novembre 2017,  p. 382, ISBN 9788850245741.